# Солис, Лейди
Лейди Ессения Солис Арболеда (род. 17 февраля 1990 года) — колумбийская тяжелоатлетка, серебряный призёр летних Олимпийских игр 2008 года, двукратная чемпионка мира (2017 и 2019 годов), трёхкратный победитель панамериканского чемпионата, двукратный победитель Панамериканских игр. Участница летних Олимпийских игр 2008 и 2016 года.

## Карьера
Она занялась тяжелой атлетикой в 10 лет.
В 2007 году на Панамериканских Играх в Рио она выступала в весовой категории до 69 кг и заняла итоговое 1-е место.
В 2008 году она приняла участие в летних Олимпийских играх в Пекине в весовой категории до 69 кг. Набрав общую сумму 240 кг., она заняла итоговое 2-е место и завоевала серебряную медаль. Медаль ей досталась после дисквалификации двух спортсменок из Украины и Китая.
На Панамериканском чемпионате 2008 года спортсменка из Колумбии завоевала золотую медаль в весовой категории до 69 кг. Ещё на двух подобных чемпионатах в 2010 и 2017 году она одерживала победы.
В 2015 году на Панамериканских Играх в Торонто она вновь выступала в весовой категории до 69 кг и заняла итоговое 1-е место. Это была вторая победа на панамериканских играх.
В ноябре 2015 года у нее диагностировали грыжу межпозвоночного диска в спине. Она пропустила чемпионат мира в этом месяце в Хьюстоне, штат Техас, Соединенные Штаты Америки, и не вернулась в полную физическую форму до июня 2016 года. 
В 2016 году она приняла участие в летних Олимпийских играх в Рио-де-Жанейро в весовой категории до 69 кг. Набрав общую сумму 253 кг., она заняла итоговое 4-е место и осталась без медалей Олимпиады.
В 2017 году на чемпионате мира в Анахайме она приносит себе большую победу на мировых первенствах с общим итоговым весом на штанге 239 кг.
На чемпионате мира 2018 года в Ашхабаде Лейди в упражнение толчок завоёвывает малую бронзовую медаль,но в итоге становится только четвёртой.
На предолимпийском чемпионате мира 2019 года, который проходил в Таиланде, колумбийская спортсменка завоевала титул чемпионки мира в весовой категории до 81 кг. Общий вес на штанге 247 кг. В упражнении рывок она стала девятой, в толкании завоевала малую золотую медаль (142 кг).